# Пока не взошла луна
«Пока не взошла Луна» (яп. 月は上りぬ: цуки ва ноборину; англ. The Moon Has Risen) — японский чёрно-белый фильм-драма с элементами лёгкой комедии. В качестве режиссёра-постановщика выступила известная актриса Кинуё Танака. Кинолента снята в 1955 году в кинокомпании «Никкацу».

## Сюжет
Действие происходит в первые послевоенные годы. Мокити Асаи — овдовевший отец трёх дочерей, с которыми он живёт в городе Нара в помещении храма. Старшая из дочерей, Тидзу — вдова. Младший брат её умершего мужа, Сёдзи Ясуи давно не может найти работу и живёт с семьёй Асаи в храме. В него тайно влюблена младшая из сестёр, Сэцуко. Однако, пока их отношения носят чисто дружеский характер.
Однажды в гости к Сёдзи приезжает его школьный друг Амамия, имеющий престижную работу в телефонной компании. Сэцуко решила познакомить Амамию со средней из сестёр Аяко. Вскоре Амамия вернулся в Токио, но и оттуда продолжил общение с Аяко, а в дальнейшем и сделал ей предложение.
Сэцуко постоянно грезит о жизни в Токио, где они проживали до смерти их матери. Однажды она разругалась с Сёдзи из-за того, что ему предлагали работу в Токио, а он отказался в пользу своего друга, более заинтересованного в этом предложении. Сёдзи обвинил Сэцуко в эгоизме, и они длительное время не разговаривали друг с другом. Впоследствии Сёдзи всё же предложат ещё одно место работы в Токио и он, не раздумывая, соберётся в дорогу, увезя с собой помирившуюся с ним Сэцуко.
Мокити Асаи остаётся в Наре со своей старшей дочерью Тидзу, но и её он уговаривает подумать о втором браке.

## В ролях
- Тисю Рю — Мокити Асаи
- Сюдзи Сано — Сюнсукэ Такасу
- Хисако Яманэ — Тидзу Асаи, старшая дочь
- Ёко Суги — Аяко Асаи, средняя дочь
- Миэ Китахара — Сэцуко Асаи, младшая дочь
- Ко Мисима — Ватару Амамия
- Сёдзи Ясуи — Сёдзи Ясуи
- Кинуё Танака — Ёнэя, служанка в доме Асаи
- Дзюндзи Масуда — Ютака Танака
- Мики Одагири — Фумия, горничная
- Ёо Сиоми — Дзикаи, священник

## Премьеры
- — 8 января 1955 года — национальная премьера фильма в Токио[1]